# Marie z Kalábrie
Marie z Kalábrie (6. května 1329 – 20. května 1366) byla neapolskou princeznou z dynastie Anjou.

## Život

### Dětství
Marie se narodila jako pohrobek vévody Karla z Kalábrie a Marie z Valois. Narodila se přibližně šest měsíců po smrti otce, který zemřel 9. listopadu 1328. V době jejího narození byla ze tří starších sester a bratra na světě už jen sestra Johana. O dva roky později, 28. října 1331, zemřela během pouti do Bari jejich matka Marie z Valois. Z Marie a Johany, dědičky neapolského trůnu, se tak stali sirotci. Obě vyrůstaly u dvora dědečka z otcovy strany, krále Roberta v Neapoli.
Papežskou bulou z 30. června 1332 papež Jan XXII. oficiálně rozhodl o sňatcích Marie a Johany se syny uherského krále Karla I. Roberta. Johana byla zasnoubena s princem Ondřejem, zatímco Marie byla určena jeho staršímu bratrovi a dědici uherského trůnu Ludvíkovi. Tato zasnoubení však byla podmíněna tím, že kdyby Johana zemřela před svatbou, Marie by se provdala za Ondřeje. Tímto způsobem chtěl král Robert usmířit svou pokrevní linii s potomky svého staršího bratra, který byl zbaven neapolské koruny.
Neapolský král 20. ledna 1343 zemřel. Dle jeho poslední vůle se Johana stala vládkyní Neapole, zatímco Marie nejen že zdědila hrabství Alba, ale také bylo potvrzeno její zasnoubení s Ludvíkem Uherským. V případě, že by ke sňatku nedošlo, král přikázal, aby se pak mohla Marie provdat za normandského vévodu Jana, dědice francouzského trůnu (ačkoli se oženil již v roce 1332).

### První manželství
Krátce po dědečkově smrti však byla Marie unesena Anežkou z Périgordu, vdovou po vévodovi Janovi z Durazza. Anežka Marii provdala za svého syna Karla. Svatba se odehrála 21. dubna 1343, nevěstě bylo čtrnáct let a ženichovi dvacet. Marie měla s vévodou Karlem z Durazza pět dětí:
- Ludvík z Durazza (prosinec 1343 – 14. ledna 1344)
- Johana z Durazza (1344 – 20. července 1387),
⚭ 1365 Ludvík Navarrský (1341–1376)
⚭ 1376 Robert IV. z Artois (1356–1387), hrabě z Eu
- Anežka z Durazza (1345 – 15. července 1388), sňatkem titulární latinská císařovna,
⚭ Cansignorio della Scala (1340–1375), pán Verony
⚭ 1382 Jakub z Baux, poslední latinský císař
- Klementina z Durazza (1346–1363)
- Markéta z Durazza (28. července 1347 – 6. srpna 1412), ⚭ 1369 Karel III. Neapolský (1345–1386), král neapolský v letech 1382–1386, v letech 1383–1386 kníže achajský a král uherský a chorvatský

Karel a Marie vedli frakci proti královně Johaně a jejímu druhému manželovi Ludvíkovi z Taranta. Karel byl 15. ledna 1348 jmenován generálporučíkem a guvernérem neapolského království. Král s královnou prchli tváří v tvář invazi k uherskému králi a Karel viděl v jejich nepřítomnosti příležitost uplatnit svou moc. Maďaři ho zajali o několik dní později u Aversy. 23. ledna 1348 byl Karel v San Pietro a Majella sťat. Jeho období moci trvalo méně než týden. Z Marie se stala v devatenácti letech vdova.

### Druhé manželství
Po Karlově smrti Marie odešla z Neapole do Avignonu. Hledala útočiště u dvora papeže Klementa VI. V roce 1348 dosáhla Černá smrt apeninského poloostrova, čímž donutila uherského krále a většinu jeho armády ustoupit zpět do vlasti v naději, že uniknou šířící se epidemii. Marie se vrátila do Neapole a usadila se v Castel dell'Ovo.
Podle Kroniky z Parthénope navrhla neapolská knížata, která král Ludvík Uherský uvěznil během svého prvního tažení v jižní Itálii, aby se oženil s Marií, svou dřívější snoubenkou. Během obléhání Aversy v létě 1350 se Ludvík setkal s jejím vyslancem u Trentola Ducenty a podmínky jejich sňatku byly přijaty. Než však mohlo ke svatbě dojít, byla Marie znovu unesena, tentokrát Hugem IV., pánem z Baux a hrabětem z Avellina, aby se provdala za jeho nejstaršího syna a dědice Roberta. Neměla s ním žádné děti.
Hugo IV. byl v roce 1351 na příkaz Mariina švagra Ludvíka z Taranta zavražděn. O dva roky později (1353) byla Marie uherským králem Ludvíkem zachráněna, její manžel Robert byl uvězněn Ludvíkem z Taranta v Castel dell'Ovo a na její příkaz zavražděn. Údajně byla vraždy svědkem.

### Třetí manželství
Krátce po smrti druhého manžela byla Marie znovu uvězněna, tentokrát Ludvíkem z Taranta a byla propuštěna pouze po sňatku s Ludvíkovým mladším bratrem Filipem v dubnu 1355. Měli spolu pět dětí, žádné se však nedožilo dospělosti:
- Filip z Taranta (1356)
- Karel z Taranta (1358)
- Filip z Taranta (1360)
- syn (1362)
- syn (1366)

Ve své poslední vůli jmenoval Robert I. Neapolský Marii dědičkou Neapole, pokud by Johana zemřela bezdětná. Když Marie v roce 1366 zemřela, přešly její nároky na její tři žijící dcery. Manžel třetí z nich si nakonec v roce 1382 nárokoval neapolský trůn jako Karel III. Marie zemřela 20. května 1366 pravděpodobně na porodní komplikace a byla pohřbena v bazilice Santa Chiara v Neapoli.

## Vývod z předků
|                  |                        |  |                        |                       |  |  |  |  |  |  |  | Karel I. z Anjou |
|                  |                        |  |                        |                       |  |  |  |  |  |  |  |                  |
|                  | Karel II. Neapolský    |  |                        |                       |  |  |  |  |  |  |  |                  |
|                  |                        |  |                        |                       |  |  |  |  |  |  |  |                  |
|                  |                        |  |                        | Beatrix Provensálská  |  |  |  |  |  |  |  |                  |
|                  |                        |  |                        |                       |  |  |  |  |  |  |  |                  |
|                  | Robert I. Neapolský    |  |                        |                       |  |  |  |  |  |  |  |                  |
|                  |                        |  |                        |                       |  |  |  |  |  |  |  |                  |
|                  |                        |  |                        | Štěpán V. Uherský     |  |  |  |  |  |  |  |                  |
|                  |                        |  |                        |                       |  |  |  |  |  |  |  |                  |
|                  | Marie Uherská          |  |                        |                       |  |  |  |  |  |  |  |                  |
|                  |                        |  |                        |                       |  |  |  |  |  |  |  |                  |
|                  |                        |  |                        | Alžběta Kumánská      |  |  |  |  |  |  |  |                  |
|                  |                        |  |                        |                       |  |  |  |  |  |  |  |                  |
|                  | Karel z Kalábrie       |  |                        |                       |  |  |  |  |  |  |  |                  |
|                  |                        |  |                        |                       |  |  |  |  |  |  |  |                  |
|                  |                        |  |                        | Jakub I. Aragonský    |  |  |  |  |  |  |  |                  |
|                  |                        |  |                        |                       |  |  |  |  |  |  |  |                  |
|                  | Petr III. Aragonský    |  |                        |                       |  |  |  |  |  |  |  |                  |
|                  |                        |  |                        |                       |  |  |  |  |  |  |  |                  |
|                  |                        |  |                        | Jolanda Uherská       |  |  |  |  |  |  |  |                  |
|                  |                        |  |                        |                       |  |  |  |  |  |  |  |                  |
|                  | Jolanda Aragonská      |  |                        |                       |  |  |  |  |  |  |  |                  |
|                  |                        |  |                        |                       |  |  |  |  |  |  |  |                  |
|                  |                        |  |                        | Manfréd Sicilský      |  |  |  |  |  |  |  |                  |
|                  |                        |  |                        |                       |  |  |  |  |  |  |  |                  |
|                  | Konstancie Sicilská    |  |                        |                       |  |  |  |  |  |  |  |                  |
|                  |                        |  |                        |                       |  |  |  |  |  |  |  |                  |
|                  |                        |  |                        | Beatrix Savojská      |  |  |  |  |  |  |  |                  |
|                  |                        |  |                        |                       |  |  |  |  |  |  |  |                  |
| Marie z Kalábrie |                        |  |                        |                       |  |  |  |  |  |  |  |                  |
|                  |                        |  |                        |                       |  |  |  |  |  |  |  |                  |
|                  |                        |  | Ludvík IX. Francouzský |                       |  |  |  |  |  |  |  |                  |
|                  |                        |  |                        |                       |  |  |  |  |  |  |  |                  |
|                  | Filip III. Francouzský |  |                        |                       |  |  |  |  |  |  |  |                  |
|                  |                        |  |                        |                       |  |  |  |  |  |  |  |                  |
|                  |                        |  |                        | Markéta Provensálská  |  |  |  |  |  |  |  |                  |
|                  |                        |  |                        |                       |  |  |  |  |  |  |  |                  |
|                  | Karel I. z Valois      |  |                        |                       |  |  |  |  |  |  |  |                  |
|                  |                        |  |                        |                       |  |  |  |  |  |  |  |                  |
|                  |                        |  |                        | Jakub I. Aragonský    |  |  |  |  |  |  |  |                  |
|                  |                        |  |                        |                       |  |  |  |  |  |  |  |                  |
|                  | Isabela Aragonská      |  |                        |                       |  |  |  |  |  |  |  |                  |
|                  |                        |  |                        |                       |  |  |  |  |  |  |  |                  |
|                  |                        |  |                        | Jolanda Uherská       |  |  |  |  |  |  |  |                  |
|                  |                        |  |                        |                       |  |  |  |  |  |  |  |                  |
|                  | Marie z Valois         |  |                        |                       |  |  |  |  |  |  |  |                  |
|                  |                        |  |                        |                       |  |  |  |  |  |  |  |                  |
|                  |                        |  |                        | Vít II. ze Châtillonu |  |  |  |  |  |  |  |                  |
|                  |                        |  |                        |                       |  |  |  |  |  |  |  |                  |
|                  | Vít III. ze Châtillonu |  |                        |                       |  |  |  |  |  |  |  |                  |
|                  |                        |  |                        |                       |  |  |  |  |  |  |  |                  |
|                  |                        |  |                        | Matylda Brabantská    |  |  |  |  |  |  |  |                  |
|                  |                        |  |                        |                       |  |  |  |  |  |  |  |                  |
|                  | Mahaut ze Châtillonu   |  |                        |                       |  |  |  |  |  |  |  |                  |
|                  |                        |  |                        |                       |  |  |  |  |  |  |  |                  |
|                  |                        |  |                        | Jan II. Bretaňský     |  |  |  |  |  |  |  |                  |
|                  |                        |  |                        |                       |  |  |  |  |  |  |  |                  |
|                  | Marie Bretaňská        |  |                        |                       |  |  |  |  |  |  |  |                  |
|                  |                        |  |                        |                       |  |  |  |  |  |  |  |                  |
|                  |                        |  |                        | Beatrix Anglická      |  |  |  |  |  |  |  |                  |
|                  |                        |  |                        |                       |  |  |  |  |  |  |  |                  |